# Truông Nhà Hồ
Truông Nhà Hồ (Chữ Hán: 胡舍林) là một địa danh nằm giữa xã Vĩnh Chấp, Vĩnh Linh, Quảng Trị và xã Sen Thủy, Lệ Thủy, Quảng Bình, Việt Nam.

## Lịch sử
Truông nhà Hồ là cánh rừng rộng lớn nằm ở nơi giáp giới giữa 2 châu Địa Lý và Ma Linh (sau là Minh Linh) thuộc xứ Thuận Hóa (nay là huyện Lệ Thủy, tỉnh Quảng Bình và huyện Vĩnh Linh, tỉnh Quảng Trị). Trải qua biến thiên lịch sử, một dải truông nhà Hồ xưa cũ còn sót lại được biết đến với khoảnh rừng nằm ngay bên Quốc lộ 1 đoạn qua thôn Tứ Chính, xã Vĩnh Tú, huyện Vĩnh Linh, tỉnh Quảng Trị.
Trước đây vào đầu thế kỷ 17, truông nhà Hồ nằm cách khu vực Hồ Xá khoảng 10 km về phía bắc, trong mộc bản triều Nguyễn nó thường được gọi với cái tên "rừng Hồ Xá".
Vào đầu thế kỷ 17, Hồ Xá là tên gọi gắn với một thương cảng được chúa Nguyễn Phúc Tần cho đào vào năm 1600.
Ngày nay Hồ Xá là tên gọi của một thị trấn huyện lỵ của tỉnh Vĩnh Linh.
Theo Giáo sư Tôn Thất Bình, một nhà nghiên cứu văn hóa dân gian Trung Bộ, thì trước đây khu vực được gọi là Truông Nhà Hồ vốn là một vùng đất rộng bạt ngàn, cây cối um tùm, là sào huyệt của một băng cướp rất nguy hiểm, ai đi qua đó cũng thường bị chúng bắt bớ, giết chóc để cướp của đòi tiền mãi lộ. Được lệnh Chúa Nguyễn, quan Nội tán Nguyễn Khoa Đăng vào đánh dẹp thành công. Từ đó truông nhà Hồ trở nên yên bình.
Truông Nhà Hồ còn là nơi trú ngụ của các nghĩa sĩ Cần Vương đi theo vua Hàm Nghi và tướng Tôn Thất Thuyết chống thực dân Pháp. Trong cuộc chiến tranh Việt Nam, truông nhà Hồ không còn là truông vắng mà trở thành đường lớn, tấp nập xe pháo hành quân, và được đặt tên mới là "Dốc 6 độ".
Trong dân gian lưu truyền câu ca dao về Truông nhà Hồ:
Thương em, anh cũng muốn vô
Sợ truông nhà Hồ, sợ phá Tam Giang
Phá Tam Giang ngày rày đã cạn
Truông nhà Hồ nội tán cấm nghiêm.

## Văn hóa đại chúng

### Văn học
Truông Nhà Hồ trở thành bối cảnh trong Tiểu thuyết Tết ở làng Địa Ngục của nhà văn Thảo Trang. Lấy bối cảnh xã hội Việt Nam thế kỷ XVI - XVII, câu chuyện xoay quanh ngôi làng Địa Ngục nằm sâu trong cánh rừng già heo hút trên núi cao. Nơi đây cây cối rậm rì, sương mù che phủ quanh năm trên đỉnh núi, là nơi cư ngụ của hậu duệ băng cướp khét tiếng từng hoành hành ở truông nhà Hồ. Do tội ác chất chồng của thế hệ trước, dân làng luôn lo sợ nghiệp báo sẽ quay trở lại "báo thù". Người dân sống trong làng này không thể xuống núi, ngoại trừ trưởng làng. Tết năm ấy, có nhiều chuyện lạ xảy đến với người dân và những cái chết oan ức đầy đẫm máu mà một số dân làng chứng kiến đã khiến trưởng làng cần phải tìm cách ngăn chặn tai ương.

### Phim ảnh
Tiểu thuyết Tết ở làng địa ngục được chuyển thể thành bộ phim truyền hình cùng tên do đạo diễn Trần Hữu Tấn và nhà sản xuất Hoàng Quân và được công chiếu vào cuối năm 2023.

### Âm nhạc
Trường ca Con Đường Cái Quan cũng có đoạn:
À á ơ a a à á ơi
Ai vô xứ Huế thì vô
Chớ sợ Truông nhà Hồ, chớ sợ Phá Tam Giang à ơi
À á ơ a a à á ơi
Ngó ra quê cha đường xa sông rộng
Ngó về quê mẹ núi lộng đèo cao
À á ơ a a à á ơi
Nhưng con ơi, con ngủ ngủ sâu
Chứ nối lại nhịp cầu
Chứ đã có o ó ư... người đi
À á ơ a a à á ơi.